# 小辣椒·波茲
小辣椒·波茲（英語：Pepper Potts），全名維吉妮雅·「小辣椒」·波茲（Virginia "Pepper" Potts），是一名美國漫威漫畫中登場的虛構女性人物，在《鋼鐵人》漫畫中擔任重要配角，同時也是「鋼鐵人」東尼·史塔克的助手與情人。
該人物由斯坦·李、羅伯特·伯恩斯坦和唐·赫克所創作，首次登場於《懸疑故事》#45（1963年9月）。
2007年，她以希拉（Hera）為身分代號加入了復仇者：五十州英雄計畫。
2009年5月，在麥特·弗遜與薩爾瓦多·拉羅卡的創作下，小辣椒穿上了由東尼所製作的一套鋼鐵裝「救援裝甲」，成為了一名超級英雄。
小辣椒·波茲登場於多個與鋼鐵人有關的電視動畫、電子遊戲與電影之中。

## 出版歷史
小辣椒·波茲首次出現在懸疑故事＃45（1963年9月）中，由羅伯特·伯恩斯坦撰寫，由史丹·李撰寫故事情節並由唐·赫克繪製。雖然她從一開始就被命名為小辣椒·波茲，但史塔克曾在在一個對話中稱她為“Kitty”，這被認為是一個小錯誤。赫克將波茲塑造成一個如安·B·戴維斯在The Bob Cummings Show中扮演的Schultzy的角色，並用與Schultzy相似的髮型繪製她的棕色頭髮。創意團隊開始覺得這種相似之處太大了，所以在懸疑故事＃50中，給了她紅色的頭髮和不同的髮型。

## 人物經歷

### 早期歷史
小辣椒·波茲最初只是一位秘書群的成員，她的工作是修復東尼·史塔克在會計上的錯誤。小辣椒最初被描繪為一個迷戀史塔克並拒絕與史塔克的私人司機兼保鑣快樂·霍根進一步發展關係。隨著史塔克對她的喜愛在之後的事件中成長，她成為兩人之間三角關係的一部分，她最終愛上快樂並與他結婚，在《懸疑故事》＃91中與他一起私奔。
小辣椒和快樂離開了史塔克工業，定居落磯山脈，後來在無法懷孕後收養孩子並定居於克利夫蘭，並從主要的《鋼鐵人》故事情節中消失。在被史塔克的競爭對手奧巴迪亞·施坦綁架後，小辣椒請求史塔克遠離他們的生活。小辣椒和快樂離婚後，她與一個大學時期的前男友復合。在史塔克從英雄重生的宇宙中回歸後，小辣椒和快樂加入史塔克的新公司史塔克方案（Stark Solutions），再一次成為核心人物。過了一段時間，快樂和小辣椒再次交往並再婚，最後考慮懷一個孩子來彌補他們收養的孩子。史塔克委託小辣椒佩戴一把可以馬上停止他的動作的特殊遙控器。然而，被這項責任折磨的小辣椒將其歸還，創傷導致她流產。史塔克因此感到內疚，因為他讓她處於危險之中。
在2006-2007年的漫畫《內戰》的故事情節中，在與間諜大師的一場戰鬥中，快樂受了重傷，小辣椒請求史塔克關閉快樂的生命維持器。快樂因此死於《無敵鋼鐵俠（第4卷）》＃14。

### 秩序
在《內戰》的故事線發生後，小辣椒加入了五十州英雄計畫，成為秩序的成員，秩序是一個在美國加利福尼亞州內運作的政府批准的超級英雄團隊。她使用希臘女神希拉這個稱號，並使用先進的計算機硬體和假肢來監控和協調團隊。後來史塔克向她提供了一份在史塔克企業的特殊項目團隊工作，她接受了該工作。

### 2008年至今
小辣椒恢復了她作為史塔克的私人秘書的工作。接著她因西基·施坦引發的恐怖爆炸事件受到多處內傷，包括彈片傷，且無法承受長時間的手術。史塔克便在她的胸部嵌入了一個強大的磁鐵（外觀與電影中的弧形反應器相似），基本上將小辣椒變成了一個依靠胸部的磁鐵維持生命的機器人，就像他曾經一樣。
小辣椒的身體進一步增強了新的控制和磁鐵升級，這些都基於蘭德企業的電池設計，並且提供了小辣椒新的超能力。
當史塔克因2008年《秘密入侵》的故事情節中發生的史克魯爾人入侵地球而造成神盾局被諾曼·奧斯朋接管，並被神錘局 (由奧斯朋建立以取代神盾局的機構) 取代，史塔克和瑪麗亞·希爾以及所有神盾局的員工被解僱。東尼意識到，在《內戰》的故事情節中發生的超人登記法案通過之後，奧斯朋並未得到向政府登記的超人類的身份，該資訊儲存在他腦中的數據庫中。史塔克決定與希爾一起躲藏，並將他的大腦中該方面的記憶消除。史塔克使小辣椒成為史塔克工業的新任首席執行官。小辣椒在史塔克的辦公室發現了一個秘密房間，裡面裝著一套特別為她製作的盔甲，她以「救援」的稱號來使用它。雖然奧斯朋已經佔有了所有史塔克工業的設施和設備，但小辣椒聲稱她的盔甲的所有部件都是合法的，且任何人都可以使用設計規格。儘管奧斯朋威脅將她關進監獄，如果她干涉他尋找東尼或嘗試任何更多的英雄行為，在被釋放後，她努力找到史塔克，他們終於在俄羅斯重新團聚，並成為了現在的關係，但隨後被面具夫人捕獲並折磨，她是由奧斯朋指派跟踪史塔克的反派，也是史塔克的舊情人。史塔克承認他過去曾經愛過面具夫人，但是當被迫做出選擇時，史塔克選擇了小辣椒。小辣椒決定與面具夫人打鬥，讓她分散對史塔克的注意力以讓史塔克逃走。
在2009年的故事情節中，小辣椒在擊敗面具夫人之後，將自己偽裝成前者，滲透入神錘局，同時向奧斯朋展示救援裝甲作為戰利品。當她將黑貓和瑪麗亞·希爾從奧斯朋的監禁中救出時，她用救援裝甲將病毒上傳到神錘局的計算機中，控制了升空母艦上的武器。然後他們找回了史塔克指派希爾獲得的硬盤，逃到美國隊長那裡，恢復史塔克的意識。作為“重新啟動”史塔克（處於植物人狀態）的一部分，她的胸部的磁鐵被移除並放入他的胸部。
儘管史塔克的記憶是從一個長達數年之久的備份中恢復過來的，但他不再記得“內戰”的事件，也不記得他在其中扮演的角色與後果或與小辣椒的曖昧關係。小辣椒在移除胸部磁鐵後倖存下來，但要求重新安裝一個與史塔克的胸部排斥器類似的新裝置。恢復後，史塔克還贈送了她一套全新的救援裝甲，並配備了人工智能賈維斯 (J.A.R.V.I.S.) 。
在2011年的“Stark Resilient”故事情節中，當賈斯汀·漢默的妻子和女兒潔絲汀·漢默和莎夏·漢默使用他們自己的裝甲執法者鋼鐵底特律試圖破壞Stark Resilient（史塔克的新公司）及其設計用於衝擊技術動力的車輛時，小辣椒與戰爭機器一起幫助史塔克，在此期間小辣椒經歷了一場瀕臨死亡的經歷，其中偽裝成快樂的J.A.R.V.I.S給了她一個神秘的未來警告。
在2012年的故事情節“未來”中，小辣椒在她的J.A.R.V.I.S被摧毀之後回歸平民生活，J.A.R.V.I.S 是幫助她控制救援盔甲的人工智能，在它的故障導致它變得邪惡並企圖綁架她之後。她與一名自由公關兼營銷顧問馬克·庫馬爾 (Marc Kumar) 訂婚，但在他短暫成為一名惡棍之後中斷了這段關係。
在樞紐事件中與紅骷髏對抗後，東尼的道德觀被顛倒了，小辣椒試圖對抗他大規模釋放絕境的計畫，借助於他八年前創建的東尼心靈的人工智能支持。以這種方式攻擊他的思想。儘管人工智能得出的結論是東尼的思想是不可被逆轉的，隨後該人工智能被東尼摧毀，但小辣椒表示她購買了一家世界最大的媒體公司，她將通過向世界其他地方廣播他的計劃來摧毀他的聲譽。然後，她宣稱，他為創造“完美世界”所做的任何嘗試都會讓人們充分意識到他現在只不過是一個怪物。
在“全新全異”中，當東尼（已恢復正常）聘請瑪莉·珍·華生為史塔克工業工作時，彼得·帕克試圖招募小辣椒為帕克工業工作。不過小辣椒拒絕了。
在“內戰2”故事情節之後，小辣椒和東尼AI試圖告訴莉莉·威廉斯成為超級英雄的問題，他們被科技魔像（Techno Golem）和她的生物駭客忍者（Biohack Ninjas）攻擊。當莉莉逃離時，穿著救援裝甲的小辣椒與科技魔像及忍者們戰鬥，因為科技魔像試圖從小辣椒那裡獲得她如何知道莉莉的答案。當科技魔像的護甲斷裂，科技魔像本人從裝甲中出來並試圖攻擊莉莉時，小辣椒向Tomoe (科技魔像本人) 發射她的救援裝甲的手套，將她撞倒。在雪倫·卡特前來把科技巨像與生物駭客忍者們逮捕時，小辣椒也正式會見了莉莉，並向莉莉表示，當她在救援盔甲中飛走後，他們會再次談話。小辣椒與使用星期五的瑪莉·珍，東尼AI和東尼的親生母親阿曼達·阿姆斯壯（Amanda Armstrong）一同出現在裝甲大廳裡，莉莉在那裡講述了她對每個鋼鐵人盔甲的知識。當阿曼達·阿姆斯壯提議將東尼的實驗室作為她的行動基地時，莉莉猶豫不決，而小辣椒則在一旁鼓勵她。
在“ 秘密帝國 ”的故事情節中，救援是東尼組織的地下團體（Underground）的超級英雄之一，她在美國隊長領導的九頭蛇接管美國後成為抵抗勢力的一部分。

## 能力與裝備
植入小辣椒的胸部的史塔克科技磁場產生器不像史塔克的反應堆以武器為基礎，而是藉用鐵拳俠的蘭德工業公司的非武器化電磁技術，這種技術對她的身體造成了許多身體上的變化。它治癒了她的耳鳴和改善了她的聽力。它讓她能感知電磁場，並操縱它們來使她的身體漂浮。
波茲的史塔克科技裝甲套裝被命名為1616型，也稱作“波茲的救援裝甲 （Rescue by Potts）” ，代表了排斥技術和便攜式電磁場產生器的混合體，它們提供了飛行的能力、超人的速度、強大的力量和操縱磁場的能力。它的電磁力場強大到足以在沒有物理接觸的情況下阻止墜落的噴氣式飛機，也可以用作對抗其他裝甲對手的攻擊性武器。該套裝的耐力使其能夠撐起被地震擊倒的高腳豪宅，並撕裂戰爭機器裝甲的小腿部分。盔甲還有一個名為J.A.R.V.I.S.的人工智能，可作為波茲的導航。在2012年故事情節“未來 (The Future) ”期間，波茲和卡爾森·懷區 (Carson Wyche) 懷疑JARVIS已經受損，當他們試圖對救援頭盔進行故障排除時，J.A.R.V.I.S.控制了救援裝甲，並將他們兩人作為人質。之後J.A.R.V.I.S.被詹姆士·羅德斯用來自黑色裝甲的源頭聚焦電磁脈衝停用，並最終被波茲摧毀，結束了她作為英雄-「救援」的職業生涯。她在隨後的至高鋼鐵俠系列中擁有一個新的救援裝甲，裝備了聲波破壞者。

## 其他媒體

### 電影
- 漫威電影宇宙：由葛妮絲·派特洛飾演小辣椒·波茲[5][6] 。
  - 《鋼鐵人》（2008年）
  - 《鋼鐵人2》（2010年）
  - 《復仇者聯盟》（2012年）
  - 《鋼鐵人3》（2013年）
  - 《蜘蛛人：返校日》（2017年）：客串
  - 《復仇者聯盟：無限之戰》（2018年）
  - 《復仇者聯盟：終局之戰》（2019年）[7]

### 劇集
- 《漫威超級英雄（英语：The Marvel Super Heroes）》：由瑪格麗特·格里芬（英语：Peggy Griffin）配音[8]。
- 《鋼鐵人：裝甲冒險》：本作的小辣椒·波茲全名為派翠西亞·「小辣椒」·波茲，是主角東尼·史塔克的同學，由安娜·卡莫（英语：Anna Cummer）配音。
- 《復仇者聯盟：史上最強英雄戰隊》：由道恩·歐利維利（英语：Dawn Olivieri）配音[9]。
- 《漫威日本動畫：鋼鐵人》：由岡寬惠負責日文配音，辛蒂·羅賓森（英语：Cindy Robinson）負責英文配音。
- 《天雷爭霸：復仇者聯盟》：由水澤史繪配音。
- 漫威電影宇宙
  - 《無限可能：假如…？》第一季（2021年）[10]：動畫劇集，由貝絲·霍伊特（Beth Hoyt）聲演。

### 遊戲
- 《鋼鐵人》與《鋼鐵人2》：小辣椒·波茲由Meredith Monroe配音。
- 《漫威彈珠台（英语：Marvel Pinball）》：小辣椒·波茲由Tara Platt配音。
- 《美國超人VS卡普空群雄3》
- 《Q版超級英雄大戰Online（英语：Marvel Super Hero Squad Online）》：救援由Laura Bailey配音。
- 《漫威：復仇者聯盟（英语：Marvel Avengers Alliance）》
- 《漫威英雄 Online》：小辣椒·波茲由Brett Pels配音。
- 《樂高漫威超級英雄》：小辣椒·波茲和她的救援裝甲是可使用角色，由Laura Bailey配音。
- 《樂高：復仇者聯盟（英语：Lego Marvel's Avengers）》
- 《漫威復仇者學院（英语：Marvel Avengers Academy）》：小辣椒·波茲最初是尼克·福瑞的助手。在2016年3月20日，她的救援裝甲可以在有限時間內獲得。
- 《漫威拼圖任務（英语：Marvel Puzzle Quest）》：小辣椒·波茲以救援登場。
- 《MARVEL未來之戰》：手機遊戲，救援是玩家可使用角色之一。

### 劇場
- 《漫威宇宙現場！（英语：Marvel Universe Live!）》